# Associazione Sportiva Bari 2000-2001
Questa voce raccoglie le informazioni riguardanti l'Associazione Sportiva Bari nelle competizioni ufficiali della stagione 2000-2001.

## Stagione

### Precampionato, Coppa Italia e girone d'andata
Nell'estate del 2000, in considerazione della stabilità data dal tecnico Fascetti, con cui la squadra si è salvata per tre volte consecutive in Serie A con una formazione in buona parte consolidata, il presidente Vincenzo Matarrese apre a un'ipotetica qualificazione in Coppa UEFA per l'imminente stagione.
Nel precampionato i galletti vengono eliminati nel secondo turno di Coppa Italia dal Torino, squadra di Serie B.
Negli stessi giorni del turno disputato in Coppa Italia (dalla fine di agosto alla prima settimana di settembre) il capitano Gigi Garzya e il portiere Franco Mancini, due colonne della formazione biancorossa, hanno dissidi con allenatore e presidente, per cui il portiere materano viene venduto al Napoli di Corbelli e Ferlaino mentre Garzya, messo fuori rosa, sarà liberato dal vincolo contrattuale ai primi di dicembre.

Nel calciomercato estivo sono ceduti definitivamente anche Davide Olivares, Rodolfo Giorgetti e Matteo Ferrari, quest'ultimo per fine prestito; acquistati invece il difensore Giuseppe Mazzarelli dal club svizzero Sangallo e alcuni giovani, anche dal Sud America. Antonio Cassano, "il talento di Bari vecchia" consacrato nella stagione precedente, a cui sono interessati alcuni dei maggiori club europei, non viene venduto.
I biancorossi aprono il campionato con l'1-1 in casa contro il Verona e raccolgono nel resto del girone d'andata altri 11 punti, frutto di 3 vittorie interne, i 2 pareggi esterni con Roma e Fiorentina (nel primo di questi, 1-1 all'Olimpico, la rete del vantaggio barese è siglata dal nuovo acquisto Mazzarelli, con una punizione da fuori area) e 11 sconfitte, chiudendo la prima parte di campionato all'ultimo posto in classifica con 12 punti, 5 di distacco dalla squadra quint'ultima.

### Girone di ritorno

Antonio Cassano, 27 gare e 3 gol nel suo secondo e ultimo campionato in maglia barese.

Nel mercato di riparazione invernale, dopo alcuni mesi di trattative Cassano viene venduto alla Roma in cambio di 50 miliardi di lire più la compartecipazione del giovane centrocampista giallorosso Gaetano D'Agostino e il prestito della punta Paolo Poggi, ex cannoniere dell'Udinese, per un bilancio complessivo di 60 miliardi di lire, record di ricavi assoluto nella storia biancorossa per la vendita di un atleta; mentre il passaggio di Peter Pan e di D'Agostino diverrà effettivo a campionato finito, quello di Poggi è immediato.
I galletti ricavano 7 punti nelle prime 7 giornate del girone di ritorno, ottenendo fra le altre le vittorie interne 2-1 sulla Fiorentina e 3-2 sul Lecce nel derby della 7ª giornata di ritorno (rimediando così al confronto perso 2-0 nell'andata, al Via del Mare); ripiombano dal turno successivo in una serie di sconfitte consecutive.

Il 29 aprile 2001, nella 28ª giornata (11ª giornata di ritorno) i pugliesi subiscono in casa una rimonta ad opera del Perugia, perdendo 3-4 dopo aver condotto l'incontro fino al 66º minuto sul 3-0; il 2 maggio seguente, il presidente Matarrese dichiara che «il Bari non ha più nulla da chiedere al campionato», comunicando l'esonero di Fascetti e la sua sostituzione con il coach del Bari Primavera Lello Sciannimanico incaricato di valutare, nelle ultime sei partite, l'assetto della squadra per il campionato seguente.

Fascetti rimarrà il tecnico che ha allenato ininterrottamente più a lungo il Bari, cinque anni e mezzo, e quello rimasto più a lungo con i biancorossi in A.
Con Sciannimanico la squadra ottiene fino al termine del campionato un punto, chiudendo la competizione con 20 punti all'ultimo posto in classifica, retrocedendo in B al quarto anno consecutivo di militanza in Serie A.

### Bilanci e statistiche
Per la storia della compagine biancorossa è il terzo intervallo temporale più lungo nella massima divisione e il più lungo in assoluto per la gestione Matarrese.
Nella stagione, Cassano ha totalizzato 3 goal in 27 incontri disputati, si è affermato il giovane portiere belga Jean François Gillet, acquistato nell'estate del 2000 dalla serie cadetta e preferito dopo i primi sei turni al nazionale Under-21 Generoso Rossi (quest'ultimo poi venduto nel mercato di riparazione); lo stesso Gillet ha saltato diverse giornate per essere risultato positivo al doping dopo Bari-Reggina del 21 gennaio 2001. L'attaccante sudafricano Phil Masinga è rimasto vittima di problemi fisici manifestatisi già dall'anno precedente e ha dovuto limitare le presenze in campo, in totale pari a 16 con 3 reti all'attivo. 17 presenze e 4 marcature, invece, per l'innesto Poggi.
A campionato già avviato, soprattutto perché insoddisfatta del rendimento della squadra la tifoseria, con gli ultras in primis, ha iniziato una contestazione criticando anche Fascetti, con cui sono nate polemiche; nel pieno del girone di ritorno lo stadio San Nicola è mancato di una grossa fetta di tifosi e spettatori(lo stadio barese ebbe la seconda media spettatori più bassa della stagione per la Serie A, 13833 persone; poco seguito -e disertato dagli ultras biancorossi- anche il derby pugliese di ritorno). Questa carenza di spettatori allo stadio permarrà negli anni successivi.

## Divise e sponsor
Fonti
Lo sponsor tecnico per la stagione 2000-2001 è Lotto, mentre lo sponsor ufficiale è TELE+.
| Casa | Trasferta | Terza divisa |

## Organigramma societario
Area direttiva
- Presidente: Vincenzo Matarrese
- Amministratore delegato: Francesco Ghirelli
- Direttore Generale: Carlo Regalia

Area organizzativa
- Segretario generale: Pietro Doronzo

Area comunicazione
- Ufficio stampa: Saverio De Bellis

Area tecnica
- Direttore sportivo: Enrico Alberti
- Allenatore: Eugenio Fascetti (fino al 2 maggio 2001), poi Arcangelo Sciannimanico
- Allenatore in seconda: Biagio Catalano
- Preparatore dei portieri: Domenico Petriello
- Preparatore atletico: Roberto Fiorillo

## Rosa
| N. |                      | Ruolo | Calciatore                  |
| -- | -------------------- | ----- | --------------------------- |
| 1  | Italia (bandiera)    | P     | Francesco Mancini           |
| 2  | Italia (bandiera)    | D     | Luigi Garzya                |
| 3  | Italia (bandiera)    | D     | Alessandro Del Grosso       |
| 4  | Italia (bandiera)    | D     | Gaetano De Rosa             |
| 5  | Danimarca (bandiera) | C     | Michael Madsen              |
| 6  | Italia (bandiera)    | D     | Lorenzo Sibilano            |
| 7  | Italia (bandiera)    | P     | Attilio Gregori             |
| 8  | Svezia (bandiera)    | C     | Daniel Andersson (capitano) |
| 9  | Svezia (bandiera)    | A     | Yksel Osmanovski            |
| 10 | Italia (bandiera)    | C     | Michele Marcolini           |
| 11 | Sudafrica (bandiera) | A     | Phil Masinga                |
| 12 | Italia (bandiera)    | P     | Antonio Narciso             |
| 13 | Italia (bandiera)    | D     | Duccio Innocenti            |
| 14 | Cile (bandiera)      | A     | Pascual De Gregorio         |
| 15 | Italia (bandiera)    | C     | Antonio Bellavista          |
| 16 | Italia (bandiera)    | C     | Antonio La Fortezza         |
| 17 | Italia (bandiera)    | C     | Simone Perrotta             |
| 18 | Italia (bandiera)    | A     | Antonio Cassano             |
| 19 | Italia (bandiera)    | C     | Rodolfo Giorgetti           |
| 20 | Cile (bandiera)      | C     | Jaime Valdés                |
| 21 | Italia (bandiera)    | C     | Gabriele Davanzante         |

| N. |                      | Ruolo | Calciatore             |
| -- | -------------------- | ----- | ---------------------- |
| 22 | Argentina (bandiera) | C     | Diego Markic           |
| 23 | Cile (bandiera)      | A     | Jaime González         |
| 24 | Italia (bandiera)    | A     | Gionatha Spinesi       |
| 25 | Italia (bandiera)    | C     | Mattia Collauto        |
| 26 | Nigeria (bandiera)   | A     | Hugo Enyinnaya         |
| 27 | Italia (bandiera)    | A     | Luigi Anaclerio        |
| 28 | Marocco (bandiera)   | D     | Rachid Neqrouz         |
| 29 | Italia (bandiera)    | D     | Nicola Fumai           |
| 30 | Paraguay (bandiera)  | D     | Óscar Ayala            |
| 31 | Belgio (bandiera)    | P     | Jean-François Gillet   |
| 32 | Egitto (bandiera)    | C     | Hany Said              |
| 34 | Svizzera (bandiera)  | D     | Giuseppe Mazzarelli    |
| 35 | Italia (bandiera)    | P     | Vitangelo Spadavecchia |
| 36 | Italia (bandiera)    | D     | Giuseppe Ingrosso      |
| 37 | Italia (bandiera)    | D     | Michele Anaclerio      |
| 38 | Italia (bandiera)    | A     | Salvatore Novembrino   |
| 41 | Italia (bandiera)    | C     | Pasquale Berardi       |
| 71 | Italia (bandiera)    | A     | Paolo Poggi            |
| 33 | Italia (bandiera)    | P     | Generoso Rossi         |
|    | Argentina (bandiera) | C     | Sebastian Calleja      |

## Calciomercato

### Sessione estiva
| Acquisti | Acquisti              | Acquisti  | Acquisti      |
| R.       | Nome                  | da        | Modalità      |
| -------- | --------------------- | --------- | ------------- |
| P        | Jean François Gillet  | Monza     | definitivo    |
| P        | Generoso Rossi        | Crotone   | fine prestito |
| D        | Óscar Omar Ayala      | Tacuary   | definitivo    |
| D        | Giuseppe Mazzarelli   | San Gallo | definitivo    |
| C        | Jaime Camilo González | Colo-Colo | definitivo    |

| Cessioni | Cessioni          | Cessioni       | Cessioni      |
| R.       | Nome              | a              | Modalità      |
| -------- | ----------------- | -------------- | ------------- |
| P        | Francesco Mancini | Napoli         | definitivo    |
| D        | Moris Carrozzieri | Fidelis Andria | prestito      |
| D        | Matteo Ferrari    | Inter          | fine prestito |
| C        | Grégory Campi     | Fidelis Andria | definitivo    |
| C        | Rodolfo Giorgetti | Lecce          | definitivo    |
| C        | Davide Olivares   | Lecce          | definitivo    |

### Sessione invernale
| Acquisti | Acquisti          | Acquisti | Acquisti |
| R.       | Nome              | da       | Modalità |
| -------- | ----------------- | -------- | -------- |
| C        | Sebastian Calleja | Maiorca  | ?        |
| A        | Paolo Poggi       | Roma     | prestito |

| Cessioni | Cessioni       | Cessioni | Cessioni   |
| R.       | Nome           | a        | Modalità   |
| -------- | -------------- | -------- | ---------- |
| P        | Generoso Rossi | Venezia  | definitivo |
| D        | Luigi Garzya   | -        | svincolato |

## Risultati

### Serie A

#### Girone di andata
| Arbitro: | Rosetti (Torino) |

|                      |           |              |
| Andersson 81’ (rig.) | Marcatori | 87’ Gonnella |

| Arbitro: | Cesari (Genova) |

|                         |           |  |
| Kovacevic 3’ Zidane 92’ | Marcatori |  |

| Arbitro: | Cassarà (Palermo) |

|  |           |                            |
|  | Marcatori | 50’ F. Rossini 55’ Ventola |

| Arbitro: | P. Rossi (Ciampino) |

|                              |           |                         |
| Rui Costa 29’ Nuno Gomes 87’ | Marcatori | 68’ Masinga 81’ Cassano |

| Arbitro: | Bonfrisco (Monza) |

|  |           |           |
|  | Marcatori | 87’ Mboma |

| Arbitro: | Trentalange (Torino) |

|            |           |                                         |
| Madsen 71’ | Marcatori | 67’ Bierhoff 74’ (rig.), 86’ Shevchenko |

| Arbitro: | Racalbuto (Gallarate) |

|                              |           |  |
| C. Lucarelli 24’, 72’ (rig.) | Marcatori |  |

| Arbitro: | Tombolini (Ancona) |

|                  |           |          |
| Masinga 65’, 76’ | Marcatori | 92’ Sosa |

| Arbitro: | Rodpmonti (Teramo) |

|                |           |  |
| N. Amoruso 44’ | Marcatori |  |

| Arbitro: | Preschern (Mestre) |

|                           |           |  |
| Bellavista 8’ Cassano 46’ | Marcatori |  |

| Arbitro: | Rodomonti (Teramo) |

|                                             |           |                |
| Gio. Tedesco 45’, 68’ Saudati 69’ Tatti 87’ | Marcatori | 79’ Mazzarelli |

| Arbitro: | Messina (Bergamo) |

|                      |           |                              |
| Andersson 84’ (rig.) | Marcatori | 41’ Mihajlovic 64’ Ravanelli |

| Arbitro: | Messina (Bergamo) |

|            |           |  |
| Dicara 11’ | Marcatori |  |

| Arbitro: | Bolognino (Milano) |

|                  |           |                |
| Totti 76’ (rig.) | Marcatori | 69’ Mazzarelli |

| Arbitro: | Treossi (Forlì) |

|                                    |           |           |
| Innocenti 37’ Andersson 80’ (rig.) | Marcatori | 28’ Cozza |

| Arbitro: | Rodomonti (Teramo) |

|              |           |  |
| C. Vieri 39’ | Marcatori |  |

| Arbitro: | Bolognino (Milano) |

|             |           |                          |
| Neqrouz 65’ | Marcatori | 37’ Tare 73’, 86’ Hubner |

#### Girone di ritorno
| Arbitro: | Pellegrino (Barcellona Pozzo di Gotto) |

|                              |           |                               |
| Mutu 53’, 70’ Camoranesi 60’ | Marcatori | 31’ (rig.) Andersson 87’ Said |

| Arbitro: | Cesari (Genova) |

|  |           |               |
|  | Marcatori | 81’ Del Piero |

| Bergamo 25 febbraio 2001 20ª giornata | Atalanta           | 0 – 0 referto | Bari | Stadio Atleti Azzurri d'Italia\| Arbitro: \| Bolognino (Milano) \| |
| Arbitro:                              | Bolognino (Milano) |               |      |                                                                    |

| Arbitro: | Pellegrino (Barcellona Pozzo di Gotto) |

|                                  |           |               |
| Cassano 44’ Andersson 87’ (rig.) | Marcatori | 40’ Rui Costa |

| Arbitro: | P. Rossi (Ciampino) |

|                            |           |  |
| Di Vaio 13’, 33’, 44’, 66’ | Marcatori |  |

| Arbitro: | Treossi (Forlì) |

|                                                 |           |  |
| Coco 7’ Shevchenko 47’ (rig.), 93’ Serginho 81’ | Marcatori |  |

| Arbitro: | Bertini (Arezzo) |

|                                     |           |                   |
| Andersson 17’, 50’ (rig.) Poggi 93’ | Marcatori | 17’, 44’ Vugrinec |

| Arbitro: | De Santis (Tivoli) |

|                    |           |  |
| Fiore 1’ Muzzi 93’ | Marcatori |  |

| Arbitro: | Borriello (Parma) |

|  |           |                 |
|  | Marcatori | 88’ Jankulovski |

| Arbitro: | Cassarà (Palermo) |

|                                                |           |                         |
| Signori 13’, 55’ (rig.) Locatelli 51’ Cruz 87’ | Marcatori | 4’ Poggi 78’ Osmanovski |

| Arbitro: | Nucini (Bergamo) |

|                                               |           |                                                |
| Poggi 11’ (rig.) Mazzarelli 41’ Marcolini 49’ | Marcatori | 67’ Ahn 72’, 76’ Robbiati 81’ (rig.) Materazzi |

| Arbitro: | Tombolini (Ancona) |

|                |           |  |
| Veron 25’, 42’ | Marcatori |  |

| Arbitro: | Racalbuto (Gallarate) |

|                         |           |                      |
| Spinesi 74’ (rig.), 90’ | Marcatori | 54’ Zauli 87’ Zanchi |

| Arbitro: | Farina (Novi Ligure) |

|             |           |                                         |
| Spinesi 90’ | Marcatori | 29’ Candela 43’, 88’ Batistuta 70’ Cafù |

| Arbitro: | Racalbuto (Gallarate) |

|            |           |  |
| Vargas 49’ | Marcatori |  |

| Arbitro: | Borriello (Mantova) |

|                      |           |                        |
| Andersson 45’ (rig.) | Marcatori | 36’ (rig.), 67’ Recoba |

| Arbitro: | Rodomonti (Teramo) |

|                          |           |           |
| Tare 12’, 36’ Hubner 65’ | Marcatori | 10’ Poggi |

### Coppa Italia
| Arbitro: | Racalbuto (Gallarate) |

|                       |           |                 |
| Schwoch 37’ Pinga 47’ | Marcatori | 71’ De Gregorio |

| Bari 6 settembre 2000 Secondo turno - Ritorno | Bari               | 0 – 0 referto | Torino | Stadio San Nicola\| Arbitro: \| Tombolini (Ancona) \| |
| Arbitro:                                      | Tombolini (Ancona) |               |        |                                                       |

## Statistiche

### Statistiche di squadra
| Competizione | Punti | In casa | In casa | In casa | In casa | In casa | In casa | In trasferta | In trasferta | In trasferta | In trasferta | In trasferta | In trasferta | Totale | Totale | Totale | Totale | Totale | Totale | D.R. |
| Competizione | Punti | G       | V       | N       | P       | Gf      | Gs      | G            | V            | N            | P            | Gf           | Gs           | G      | V      | N      | P      | Gf     | Gs     | D.R. |
| ------------ | ----- | ------- | ------- | ------- | ------- | ------- | ------- | ------------ | ------------ | ------------ | ------------ | ------------ | ------------ | ------ | ------ | ------ | ------ | ------ | ------ | ---- |
| Serie A      | 20    | 18      | 5       | 2       | 10      | 22      | 31      | 18           | 0            | 3            | 15           | 10           | 39           | 36     | 5      | 5      | 24     | 32     | 70     | -38  |
| Coppa Italia | -     | 1       | 0       | 1       | 0       | 0       | 0       | 1            | 0            | 0            | 1            | 1            | 2            | 2      | 0      | 1      | 1      | 1      | 2      | -1   |
| Totale       | -     | 19      | 5       | 3       | 10      | 22      | 31      | 19           | 0            | 3            | 16           | 11           | 41           | 38     | 5      | 6      | 26     | 33     | 72     | -39  |

### Statistiche dei giocatori
| Giocatore      | Campionato | Campionato | Campionato  | Campionato | Coppa Italia | Coppa Italia | Coppa Italia | Coppa Italia | Totale   | Totale | Totale      | Totale     |
| Giocatore      | Presenze   | Reti       | Ammonizioni | Espulsioni | Presenze     | Reti         | Ammonizioni  | Espulsioni   | Presenze | Reti   | Ammonizioni | Espulsioni |
| -------------- | ---------- | ---------- | ----------- | ---------- | ------------ | ------------ | ------------ | ------------ | -------- | ------ | ----------- | ---------- |
| L. Anaclerio   | 5          | 0          | 2           | 0          | 0            | -            | -            | -            | 5        | 0      | 2           | 0          |
| M. Anaclerio   | 1          | 0          | 0           | 0          | 0            | -            | -            | -            | 1        | 0      | 0           | 0          |
| D. Andersson   | 32         | 8          | 7           | 0          | 2            | 0            | 1            | 0            | 34       | 8      | 8           | 0          |
| O. Ayala       | 1          | 0          | 0           | 0          | 0            | -            | -            | -            | 1        | 0      | 0           | 0          |
| A. Bellavista  | 28         | 1          | 3           | 2          | 1            | 0            | 2            | 1            | 29       | 1      | 5           | 3          |
| P. Berardi     | 1          | 0          | 0           | 0          | 0            | -            | -            | -            | 1        | 0      | 0           | 0          |
| S.Calleja      | 0          | -          | -           | -          | 0            | -            | -            | -            | 0        | -      | -           | -          |
| A. Cassano     | 27         | 3          | 0           | 0          | 2            | 0            | 0            | 0            | 29       | 3      | 0           | 0          |
| M. Collauto    | 15         | 0          | 3           | 0          | 2            | 0            | 0            | 0            | 17       | 0      | 3           | 0          |
| G. Davanzante  | 2          | 0          | 0           | 0          | 0            | -            | -            | -            | 2        | 0      | 0           | 0          |
| P. De Gregorio | 3          | 0          | 0           | 0          | 2            | 1            | 0            | 0            | 5        | 1      | 0           | 0          |
| A. Del Grosso  | 19         | 0          | 4           | 0          | 2            | 0            | 0            | 0            | 21       | 0      | 4           | 0          |
| G. De Rosa     | 14         | 0          | 2           | 0          | 1            | 0            | 0            | 0            | 15       | 0      | 2           | 0          |
| H. Enyinnaya   | 7          | 0          | 0           | 0          | 0            | -            | -            | -            | 7        | 0      | 0           | 0          |
| N. Fumai       | 1          | 0          | 0           | 0          | 0            | -            | -            | -            | 1        | 0      | 0           | 0          |
| L. Garzya      | 0          | -          | -           | -          | 1            | 0            | 0            | 0            | 1        | 0      | 0           | 0          |
| R. Giorgetti   | 2          | 0          | 0           | 0          | 0            | -            | -            | -            | 2        | 0      | 0           | 0          |
| J.C. González  | 0          | -          | -           | -          | 1            | 0            | 0            | 0            | 1        | 0      | 0           | 0          |
| A. Gregori     | 4          | -6         | 0           | 0          | 0            | 0            | 0            | 0            | 4        | -6     | 0           | 0          |
| G. Ingrosso    | 2          | 0          | 0           | 0          | 0            | -            | -            | -            | 2        | 0      | 0           | 0          |
| D. Innocenti   | 26         | 1          | 0           | 2          | 1            | 0            | 0            | 0            | 27       | 1      | 0           | 2          |
| A. La Fortezza | 6          | 0          | 0           | 0          | 2            | 0            | 1            | 0            | 8        | 0      | 1           | 0          |
| M. Madsen      | 15         | 1          | 1           | 1          | 2            | 0            | 0            | 0            | 17       | 1      | 1           | 1          |
| F. Mancini     | 0          | -          | -           | -          | 1            | -2           | 0            | 0            | 1        | -2     | 0           | 0          |
| M. Marcolini   | 21         | 1          | 3           | 0          | 0            | -            | -            | -            | 21       | 1      | 3           | 0          |
| D. Markic      | 8          | 0          | 1           | 0          | 2            | 0            | 0            | 0            | 10       | 0      | 1           | 0          |
| P. Masinga     | 16         | 3          | 1           | 0          | 0            | 0            | 0            | 0            | 16       | 3      | 1           | 0          |
| G. Mazzarelli  | 33         | 3          | 3           | 1          | 1            | 0            | 1            | 0            | 34       | 3      | 4           | 1          |
| A. Narciso     | 6          | -16        | 1           | 0          | 0            | 0            | 0            | 0            | 6        | -16    | 1           | 0          |
| R. Neqrouz     | 28         | 1          | 7           | 0          | 1            | 0            | 1            | 0            | 29       | 1      | 8           | 0          |
| S. Novembrino  | 1          | 0          | 0           | 0          | 0            | -            | -            | -            | 1        | 0      | 0           | 0          |
| Y. Osmanovski  | 30         | 1          | 4           | 1          | 0            | -            | -            | -            | 30       | 1      | 4           | 1          |
| S. Perrotta    | 25         | 0          | 5           | 0          | 0            | 0            | 0            | 0            | 25       | 0      | 5           | 0          |
| P. Poggi       | 17         | 4          | 1           | 0          | 0            | -            | -            | -            | 17       | 4      | 1           | 0          |
| G. Rossi       | 6          | -11        | 0           | 0          | 1            | 0            | 0            | 0            | 7        | -11    | 0           | 0          |
| H. Said        | 20         | 1          | 1           | 0          | 0            | -            | -            | -            | 20       | 1      | 1           | 0          |
| L. Sibilano    | 13         | 0          | 0           | 0          | 0            | -            | -            | -            | 13       | 0      | 0           | 0          |
| G. Spinesi     | 8          | 3          | 0           | 0          | 0            | -            | -            | -            | 8        | 3      | 0           | 0          |
| J. Valdes      | 8          | 0          | 0           | 0          | 2            | 0            | 0            | 0            | 10       | 0      | 0           | 0          |